# 수락영당
수락영당은 충청북도 청주시 상당구에 있다. 2015년 4월 17일 청주시의 향토유적 제14호로 지정되었다.

## 개요
익재 이제현의 영정을 봉안하기 위해 세운 영당이다.